# Xoanotrephus v-signatus
Xoanotrephus v-signatus là một loài bọ cánh cứng trong họ Cerambycidae.